# Alexe Déau
Alexe Déau (* 4. September 2004 in La Trinité, Martinique) ist eine französische Sprinterin, die sich auf den 400-Meter-Lauf spezialisiert hat.

## Sportliche Laufbahn
Erste internationale Erfahrungen sammelte Alexe Déau im Jahr 2023, als sie bei den U20-Europameisterschaften in Jerusalem in 52,53 s die Silbermedaille über 400 Meter gewann und mit der französischen 4-mal-400-Meter-Staffel in 3:33,31 min siegte. Im Jahr darauf belegte sie bei den Europameisterschaften in Rom in 3:23,77 min den fünften Platz im Staffelbewerb. Anschließend verhalf sie der Staffel bei den Olympischen Sommerspielen in Paris zum Finaleinzug. Bei den World Athletics Relays 2025 in Guangzhou wurde sie in 3:26,87 min Sechste im Finale über 4-mal 400 Meter und kam auch in der Mixed-Staffel zum Einsatz. Anschließend wurde sie bei der 1. Liga der Team-Europameisterschaft in Madrid in 3:11,71 min Fünfte im A-Finale in der Mixed-Staffel. Daraufhin gewann sie bei den U23-Europameisterschaften in Bergen in 50,94 s die Bronzemedaille über 400 Meter hinter der Norwegerin Henriette Jæger und Yemi Mary John aus dem Vereinigten Königreich und gewann mit der Frauenstaffel in 3:28,37 min die Bronzemedaille hinter den Teams aus dem Vereinigten Königreich und Spanien.

## Persönliche Bestzeiten
- 200 Meter: 23,09 s (+0,1 m/s), 20. Juni 2025 in Rom
- 400 Meter: 50,94 s, 19. Juli 2025 in Bergen
  - 400 Meter (Halle): 53,39 s, 3. Februar 2024 in Metz